# Hélisurface
 (novembre 2022).

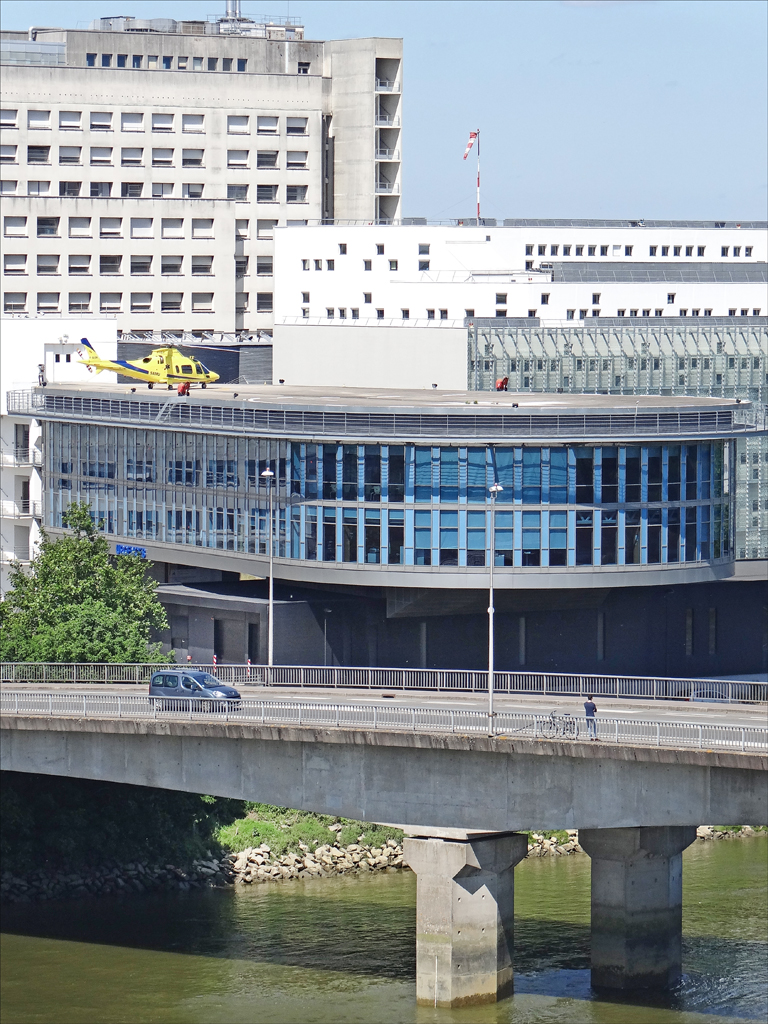
Hélistation de l'hôpital Hôtel Dieu de Nantes.

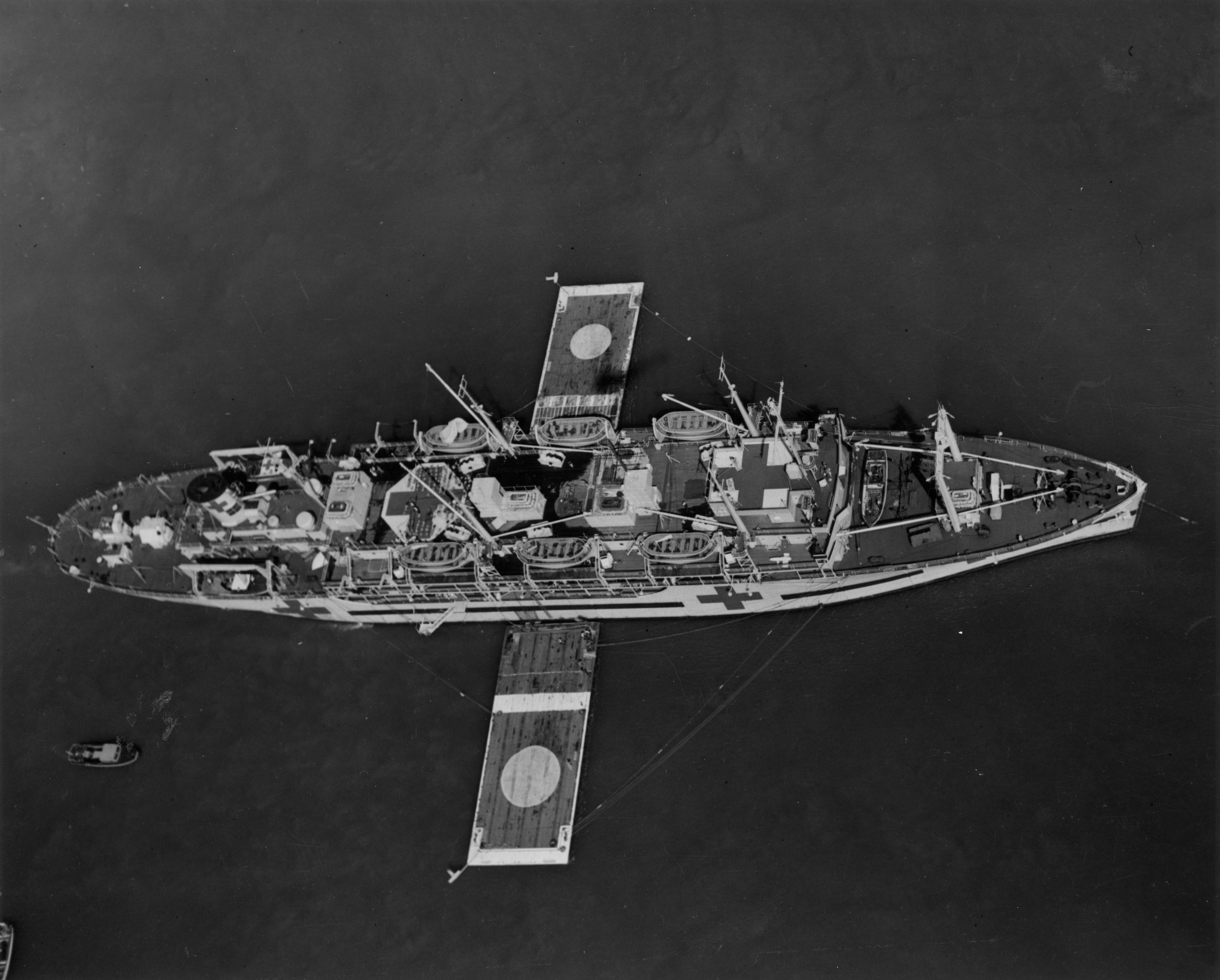
Hélisurface du navire-hôpital des États-Unis New Haven (AH-12) attendant les hélicoptères de la marine américaine apportant des blessés provenant des lignes de front en Corée. Une plate-forme d'atterrissage flottante est disposée de chaque côté du navire. Il est à l'ancre dans le port d'Inchon (été 1952). Un disque peint en jaune sur chaque barge marque la zone d'atterrissage.

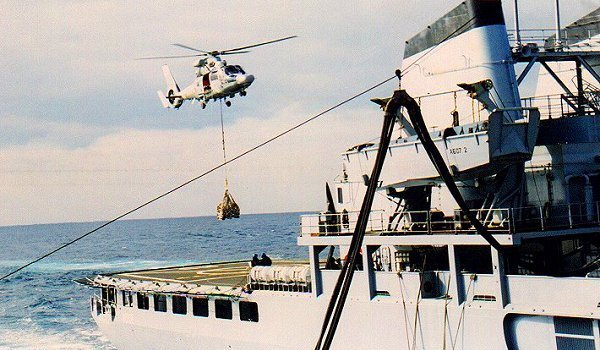
L'hélicoptère Panther de la frégate Cassard effectue un transfert de charge légère avec le PR Meuse.

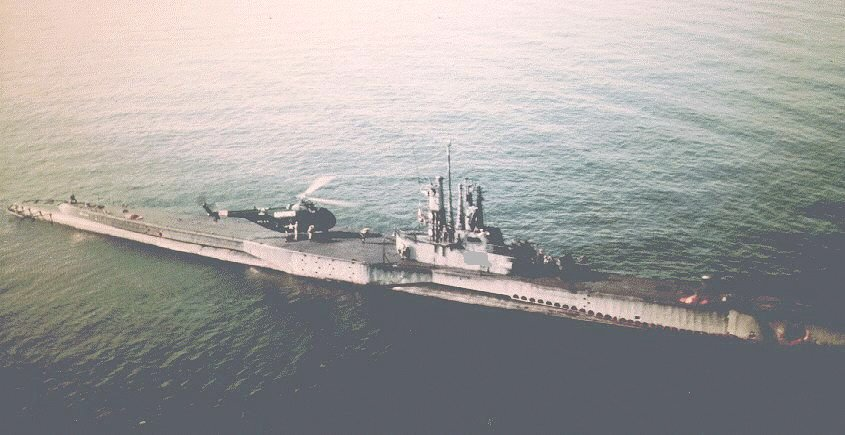
Un hélicoptère se pose en 1956 sur l'hélisurface du Sealion, sous-marin de la classe Balao reconverti en sous-marin de transport. Il s'agit du seul exemple de tel ajout sur un sous-marin.

Une hélisurface est une zone d'atterrissage pour hélicoptères à titre occasionnel, elle ne doit pas dépasser plus de 200 mouvements annuels ou 20 mouvements journaliers (atterrissage et décollage = 2 mouvements). Elle ne peut également se situer en agglomération. Dans le cas où l'aire d'accueil ne respecte pas une de ces règles, elle est considérée comme une hélistation. 
Une telle plateforme ne fournit pas les services d'un héliport, tels l'approvisionnement en carburants ou les services météo, pas plus qu'elle ne dispose d'un contrôle du trafic aérien.

## Typologies
Ces hélisurfaces sont fréquentes dans les hôpitaux et certains grands immeubles de bureaux, et le plus souvent situés sur le toit des bâtiments : les hélicoptères peuvent alors atterrir pour embarquer ou débarquer des passagers,.
De même, de telles plates-formes hélicoptère existent lorsque les conditions d'accès sont difficiles, ou lorsque des situations d'urgence peuvent survenir :
- plate-forme pétrolière ; à titre d'exemple, le réseau des plateformes de forage pétrolières et gazières d'Europe du Nord est en 2015 équipé d'environ 400 héliponts, par lesquels transitent environ 2 millions de passagers chaque année, transportés par une flotte de plus de 200 hélicoptères, via 16 bases d'opération[4]. Dans les années 2010-2015, les principaux modèles d'hélicoptères utilisés dans le domaine de l'offshore étaient des Sikorsky S-76, Bell 412 et Dauphin). Le développement de l'offshore profond entraine une augmentation des distances (rayon d'action dépassant de plus en plus souvent 555 km) et nécessite des hélicoptères plus lourds ;
- poste de secours, secours en montagne ;
- refuge de montagne ;
- navire, tel que le porte-hélicoptères Jeanne d'Arc de la Marine nationale française, (retiré du service en 2010).

Elles peuvent être installées de manière permanente, ou bien de façon temporaire, à l'occasion d'une manifestation ou d'une catastrophe (tremblement de terre par exemple) ou en situation de guerre.

## Taille
Les dimensions d'une hélisurface sont définies selon le type d'hélicoptères à recevoir et par un marquage peint à même le sol. 
Depuis le 30 septembre 2004, la FAA préconise une largeur et une hauteur au minimum égale à 2,0 RD, RD étant le diamètre du rotor principal.

Conversion d'hélisurface ELISA durant un test de performance échelle 1/5 des systèmes de guidage au sol [http://www.aeronautics.us.com/portfolio_page/flight-qualification/ Été 2011

Pour les vols de nuit, on assiste également à la popularisation du marquage dynamique électroluminescent sous E.L.I.S.A. (ElectroLuminescentfield Intuitive Signals for Aeronautics). Ce protocole de conversion offre une surface de balisage lumineux égale à la dimension totale de l'hélisurface mais également, un système d'assistance à la navigation.
Le trafic d'une hélisurface se limite à, au maximum, vingt mouvements par jour.